# ریچارد آلمیدا
ریچارد آلمیدا (انگلیسی: Richard Almeida؛ زادهٔ ۲۰ مارس ۱۹۸۹) بازیکن فوتبال اهل برزیل است.
از باشگاه‌هایی که در آن بازی کرده است می‌توان به باشگاه ورزشی سانتو آندره، باشگاه فوتبال ژیل ویسنته، و باشگاه فوتبال قره‌باغ اشاره کرد.
وی همچنین در تیم ملی فوتبال جمهوری آذربایجان بازی کرده است.